# Гусман Ольмедо, Виктор Андрес
Ви́ктор Андре́с Гусма́н Ольме́до (исп. Víctor Andrés Guzmán Olmedo; родился 7 марта 2002) — мексиканский футболист,  защитник клуба «Тихуана» и сборной Мексики.

## Клубная карьера
Уроженец Тихуаны, Виктор является воспитанником футбольной академии местного клуба «Тихуана», за которую выступал с 12-летнего возраста. В основном составе дебютировал 22 января 2020 года в матче Кубка Мексики против «Атлетико Сан-Луис». 26 июня 2020 года дебютировал в Лиге MX (высшем дивизионе чемпионата Мексики) в матче против «Атласа».

## Карьера в сборной
В мае 2019 года в составе сборной Мексики до 17 лет выиграл юношеский чемпионат КОНКАКАФ, который прошёл в США. В ноябре 2019 года помог мексиканцам занять второе место на юношеском чемпионате мира, который прошёл в Бразилии.